# Yankeii
Yankeii (titlul original: în engleză Yanks) este un film dramatic britano–americano–vest-german, realizat în 1979 de regizorul John Schlesinger, după o povestire originală a lui Colin Welland, protagoniști fiind actorii Richard Gere, Vanessa Redgrave, William Devane și Lisa Eichhorn.
Acțiunea filmului este plasată în timpul celui de-al Doilea Război Mondial în nordul Angliei și nu conține scene de luptă.
Filmul descrie relațiile dintre soldații americani staționați în Anglia semi-rurală și populația locală în timpul pregătirii Operațiunii Overlord din 1944. Îndeosebi sunt prezentate trei relații de dragoste între personalul militar american și femeile locale, pentru a marca efectele diferențelor culturale dintre GI sau „Yankeii” insolenți și populația britanică mai rezervată.

## Rezumat
Un mic oraș din nord află că o bază a Armatei S.U.A. va fi înființată pentru pregătirea debarcărilor din Normandia. În curând, mii de trupe americane agitate, sau „Yankeii” cum sunt cunoscuți de britanici, descind în zonă. Într-o permisie în oraș, sergentul tehnic Matt Dyson o întâlnește pe Jean Moreton în timp ce merge la cinema. Ea este logodnica lui Ken, un soldat britanic care luptă peste mări și inițial respinge avansurile lui Matt. El este destul de insistent, iar Jean, îndoielnică cu privire la relația ei cu Ken, îl acceptă în cele din urmă. Americanul chipeș și neclintit este în contrast puternic cu englezii cumpătați pe care i-a cunoscut. În curând, ea îi ține companie lui Matt, deși la început el este în mare parte platonic.
La rândul ei, aristocrata Helen este ceva mai lumească în treburile ei. Căpitanul John vine des la proprietatea ei și se dezvoltă o relație între ei. Amândoi sunt căsătoriți, dar soțul ei este plecat pe mare, iar soția lui este la mii de mile distanță.
În cele din urmă, inimosul Matt Dyson este acceptat de familia Moreton, în ciuda logodnei lui Jean. Ei salută vizitele lui când el, în calitate de bucătar în armată aduce adesea alimente greu de găsit în mod normal datorită raționalizării în timp de război, cât și alte cadouri. Dar când sosește vestea despre moartea lui Ken în acțiune, mama bolnavă a lui Jean condamnă relația lor ca fiind un fel de trădare.
Jean și Matt călătoresc împreună într-o stațiune de pe litoralul din Țara Galilor, unde fac dragoste, dar fără finalizare când Matt își dă seama de incertitudinea viitorului. Jean este zdrobită, deși Matt îi explică motivele sale. Se simte disprețuită și că dorința ei de a risca totul nu a fost egalată de el, concluzionând că el „nu este pregătit” pentru ea.
La scurt timp după aceea, americanii pleacă cu trenul militar în sudul Angliei pentru a se pregăti pentru Ziua Z. Un cadou și un mesaj caracteristic de ultimă oră de la Matt îl determină pe Jean să alerge spre gară. Cu orașul și gara ca un stup plin de activitate, sute de localnice, unele dintre ele însărcinate din legături cu bărbați pe care s-ar putea să nu-i revadă niciodată, se străduiesc să arunce o ultimă privire iubitilor lor americani înainte de a pleca trenul. Matt văzând-o pe Jean, îi strigă din trenul care pornește, că se va întoarce.

## Distribuție
- Richard Gere – sergentul Matt Dyson
- Vanessa Redgrave – Helen
- William Devane – John, Captain
- Lisa Eichhorn – Jean Moreton
- Rachel Roberts – dna. Clarrie Moreton
- Chick Vennera – Danny Ruffelo
- Wendy Morgan – Mollie
- Tony Melody – dl. Jim Moreton
- Martin Smith – Geoff Moreton
- Philip Wileman – Billy
- Annie Ross – dama de la Crucea Roșie
- Arlen Dean Snyder – Henry
- Joan Hickson – Mrs. Moody
- Derek Thompson – Ken
- Lynne Carol – Annie
- June Ellis – Mrs. Shenton
- Tom Nolan – Tom, bateristul G.I.
- Andy Pantelidou – Francis Napier, bucătarul armatei
- John Ratzenberger – caporalul Cook
- Paul Luty – Ted, barmanul
- Simon Harrison – Tim
- Antony Sher – un G.I. la cinema
- George Harris – șoferul negru
- Everett McGill – un G.I. la dans
- Al Matthews – un G.I.-ul negru la dans
- Pearl Hackney – tanti Maud
- Caroline Blakiston – prietena de golf
- Patrick Durkin – maestrul de ceremonii
- Nick Brimble – negustorul
- Lynne Perrie – femeia la gară

## Coloana sonoră
- I’ll Be Seeing You de Sammy Fain și Irving Kahal, interpretată de Anne Shelton
- Run, Rabbit, Run de Noel Gay și Ralph T. Butler
- I’ve Got Sixpence de Elton Box, Desmond Cox și Lawrence Hall
- Deep in the Heart of Texas de June Hershey și Don Swander
- Offensive Preparations Behind the Lines de H. M. Farrar
- There’ll Always Be an England de Hugh Charles și Ross Parker
- Don’t Sit Under the Apple Tree de Sam H. Stept, Lew Brown și Charles Tobias
- Argentine de Roger Bernstein și André Tabet
- I Like You Very Much de Harry Warren și Mack Gordon
- Für Elise de Ludwig van Beethoven (interpretată de Geoff la pian)
- After the Ball de Charles K. Harris (interpretată la balul de revelion)
- Auld Lang Syne, tradițional de Robert Burns (interpretată la revelion)
- Hands, Knees and Boomps-a-Daisy von Annette Mills (interpretată la revelion)
- Hokey Cokey, ca tradițional, (interpretată la revelion)
- An English Suite – preludiu de Hubert Parry (interpretată la repetiția orchestrei)
- Aus Holbergs Zeit sau Holberg Suite de Edvard Grieg (interpretată la concertul din biserică)
- The day Thou gavest, Lord, is ended, textul de John Ellerton, cu muzica atribuită rev. Clement Cotteril Scholefield (interpretată la funeraliile dnei. Moreton)

## Premii și nominalizări
- 1980 – Premiile BAFTA
  - Cea mai bună actriță într-un rol secundar pentru Rachel Roberts
  - Cele mai bune costume lui Shirley Russell
  - Nominalizare Cel mai bun regizor lui John Schlesinger
  - Nominalizare Cel mai bun scenariu lui Walter Bernstein și Colin Welland
  - Nominalizare Cea mai bună imagine lui Dick Bush
  - Nominalizare Cele mai bune decoruri lui Brian Morris
  - Nominalizare Cea mai bună coloană sonoră lui Richard Rodney Bennett
- 1980 – David di Donatello
  - David Europeo lui John Schlesinger
- 1979 – National Board of Review
  - Cel mai bun regizor lui John Schlesinger
  - Lista primelor 10 filme cele mai bune
- 1980 – Evening Standard British Film Awards
  - Cel mai bun film

## Aprecieri
„ Studiu comparat a două culturi și mentalități, sub masca dramei sentimentale. «Vorbim la fel, arătăm la fel, dar suntem total diferiți. Deși tocmai asta îmi place!...» – spune Matt, contemplând confruntarea prilejuită de necesitatea istorică, într-un film pe care realizatorul și-l așază pe muchia de cuțit dintre deamă și melodramă. ”—T. Caranfil , Dicționar universal de filme 